# Crates (engenheiro)
Crates ou Cratero foi um engenheiro hidráulico e de minas (metalleutes) grego que esteve a serviço de Alexandre, o Grande. Foi encarregado de drenar o lago Copais, na Beócia, e trabalhou na construção de Alexandria. Crates possivelmente teria sido um olíntio que se estabeleceu na principal cidade da Eubeia, Cálcis, após a destruição de Olinto, em 348 a.C.